# Sasilo
Sasilo ist ein Verwaltungsbezirk (englisch Ward) des Distrikts Manyoni in der tansanischen Region Singida.

## Geografie
Sasilo ist ein Bezirk im nördlichen Zentralteil von Tansania etwa 55 Kilometer Luftlinie südlich der Distrikthauptstadt Manyoni. Bei der Volkszählung 2022 lebten 15.845 Menschen in 2505 Haushalten auf einer Fläche von 641 Quadratkilometern.
Der Bezirk grenzt im Westen an den Distrikt Itigi und sonst an zwei Bezirke des Distrikts Manyoni:
|          | Heka                                        |        |
| Kitaraka | Kompassrose, die auf Nachbargemeinden zeigt |        |
|          |                                             | Nkonko |

## Gliederung
Der Bezirk besteht aus vier Gemeinden (swahili Mtaa) mit 17 Orten (Kitongoji):
| Imalampaka - Imalampaka - Ngumoo - Majengo - Mtanisikia - Mpandepande - Ukimbu | Sasilo - Vumilia - Hongera - Wangama - Nkunkuni - Izezeje | Chisingisa - Chisingisa - Chiwondo - Darajani | Mwitikila - Mwitikila - Mdambulo - Msutyee |

## Infrastruktur
- Gesundheit: Im Bezirk gibt es zwei staatliche Apotheken.[7][8]
- Wildreservat: Sasilo grenzt im Westen an das Muhesi-Wildreservat.[4]

## Sonstiges
In Sasilo befindet sich das geometrische Zentrum des tansanischen Festlands.